# WelicoRuss
Welicoruss — российская симфоник-метал группа из Новосибирска. Группа сочетает в своих композициях как скриминг с гроулингом, так и чистый женский вокал, хор. Лидером и основателем группы является Алексей Боганов. С 2014 года группа базируется в Праге, Чехия.

## История

### Российский период
Студийный клип на композицию «Метель» попал в ротации Новосибирского кабельного канала «City» в летний период 2008 года и в то же время группа играет на одной сцене с Moonspell, Samael, Gorgoroth, Cynic в Крыму на фестивале «MetalHeads` Mission 2008». В ноябре 2008 года группа принимает участие в «MetalEast Invasion Tour» с группами Sinful, Apokefale, Demogorgon, который охватил такие города как Йошкар-Ола, Екатеринбург, Томск, Красноярск, Новосибирск, Кемерово. В декабре 2008 года выходит рецензия и интервью в журнале «Dark City». C 11 апреля по 24 мая группа проехала свой первый сольный тур «WinterMoon Symphony Russian Tour — 16 городов». Также группа выступала с легендой норвежского viking black metal — Helheim.
После длительного отпуска группа дала о себе знать сменой состава, а также первыми концертами. В конце июля 2011 года в сети для бесплатного скачивания стал доступным интернет-сингл «Карна», содержащий в себе три новые песни и оркестровую версию заглавного трэка. Релиз представлял творчество группы в несколько ином свете — уклон был сделан в мелодичность и тщательную работу с текстами песен.
12 декабря 2011 года Welicoruss презентовали новый видеоклип на песню «Карна» в клубе «RockCity» в Новосибирске. Видео сняла Imperium Studios под руководством Александра Цурупа и Александра Семко. Клип выполнен в русско-скандинавской тематике при участии клуба исторической реконструкции «Стальной Кулак», а также фотомодели Софии Sonador.
2 ноября 2012 года вышел следующий клип группы на песню «Сыны севера». На этот раз режиссёром был непосредственно Алексей Боганов, а съёмками занималась студия «EYE Cinema».

### Переезд в Европу
В 2013 году основатель Welicoruss Алексей Боганов решил, что группа достигла максимума своих возможностей в зауральской части России, и решил сменить место базирования группы, а заодно и повысить свою квалификацию как архитектора. Осенью того же года он отправляется в Прагу, где немедленно начинает искать новый состав. Вскоре к группе присоединяются гитарист из Сербии Гойко Марич, басист из России Дмитрий Жихаревич и барабанщик из Чехии Давид Урбан. Таким образом WelicoRuss фактически стал международным проектом.
В новом составе группа выступает вместе с Арконой на концертах в Праге и Брно, а также на чешских open-air фестивалях Under Dark Moon и Made of Metal.
Новый альбом группы «Аз Есмь» официально вышел 31 января 2015 года. Альбом был полностью сочинён и записан в Новосибирске, однако часть треков была перезаписана и незначительно доработана в Праге.
Вскоре после выхода альбома группа анонсировала тур в его поддержку, сыграв концерты в 11 странах Европы, включая выступления на летних open-air фестивалях «Exit Festival» — в Сербии, «Wolfszeit Festival» — в Германии и «Gothoom Festival» в Словакии.
13 и 14 ноября 2015 года группа отпраздновала свой 10-летний юбилей масштабными концертами в Праге и Брно, после которых отправилась в недельный тур по городам Польши, выступив в Катовице, Кракове, Бельско-Бяле, Варшаве, Лодзи и Вроцлаве.
Вслед за этим, 4 декабря Welicoruss опубликовали на YouTube новый видеоклип на заглавную песню с альбома «Аз Есмь». Съемка проходила в концертном зале «Маяковский» в Новосибирске и в процессе принимало участие более 40 человек.
В 2016 году группа даёт более чем 60 концертов по большей части Европы и два недельных тура по Польше и Швейцарии, выступив в том числе на крупном международном фестивале «Ragnarök Festival» в Германии. Кроме того, Welicoruss организовали свой уже ставший ежегодным «HellHammer Festival» в четырёх городах Чехии — Градце Кралове, Праге, Брно и Остраве, где в последних трёх городах в качестве хэдлайнеров выступила немецкая группа Finsterforst.
В сентябре-октябре 2016 года Welicoruss издали промо-диск «Best of» с избранными песнями из своих изданных альбомов тиражом в 20 000 экземпляров для бесплатного распространения через немецкий и чешский рок-журналы «Legacy» и «Spark Rockmagazine», а также дали эксклюзивное интервью для этих изданий.
Следующий 2017 год стал годом еще большего прорыва благодаря приглашению на один из крупнейших метал-фестивалей Европы - Hellfest во Франции.Во время выступления на Hellfest Welicoruss выступили перед более чем 12 000 фанатов и собрали множество восторженных отзывов как во время сам фестиваль и спустя много времени после окончания Hellfest.
По прошествии года из-за изменения жизненных приоритетов уходит басист Дмитрий, и его место занимает Ондржей Задный. В том же году Welicoruss отправляются в свой самый продолжительный тур по Европе с мелодик-блэк-металлической группой Wolves Den и во время тура посещают 20 городов Германии, Франции, Бельгии, Нидерландов, Швейцарии, Австрии, а позже с австрийским Harakiri для sky они отправляются в недельный тур по Чехии, Словакии и Венгрии.
В следующем году (2018) Welicoruss гастролировали гораздо агрессивнее, давая несколько концертов в неделю. В это время группа становится сильнее, чем когда-либо, на европейской сцене, выступая на местных фестивалях, таких как Horner Fest (Германия), Hammerfest (Италия), Schlichtenfest (Германия), Metal United Festival (Германия) и Wolfszeit (Германия). . В перерывах между концертами участники группы работают над новыми песнями и весной 2018 года презентуют свою новую работу вживую в Чехии, полностью удивив своих поклонников гораздо более жёстким звучанием и особенно английскими текстами. В это время группа предпринимает экспедицию на Балканы и выступает в Сербии, Румынии и Венгрии.
Во второй половине года Welicoruss отправляется в десятидневный тур с польскими викингами Valkenrag, а позже в том же году группа отыгрывает мини-тур по Кипру (Некосия и Ларнака), который прошел с большим успехом. В это время Ондржей покидает группу, и его заменяет Томаш Мангусек на позиции бас-гитары, а Томаш до сих пор находится в группе.
В конце 2018 года интенсивная работа над альбомом подходит к концу, и напряженную работу ведет не только Алексей, но и новые участники - Гойко Марич (гитары и оркестровые партии), и Илья Табачник, работавший над все барабанные партии для нового альбома и активно участвовал в творческом процессе, создавая очень прогрессивные, но в то же время прямые и яркие барабаны. Почти все тексты песен написал Алексей и придал им сильную философскую концепцию. Все участники согласились, что альбом агрессивен, сложен с точки зрения музыканта, а также что это альбом, которым все гордятся.
В начале 2019 года Welicoruss приезжает в студию Faust в Праге, чтобы в январе записать еще один долгоиграющий альбом. Для группы это был совершенно новый опыт, который помог Welicoruss после долгих раздумий найти свое звучание.
Найти звук помог Алексей Стецюк, который занимался сведением и мастерингом в своей студии "Дрыгва" в Беларуси. На этом альбоме впервые поет не только Алексей (на альбоме можно услышать множество стилей), но и Илья Табачник, который взял на себя практически весь чистый вокал для нового альбома. Единственным исключением является появление в качестве гостя вокалиста Роберта Карсона из швейцарской группы Xaon.
Впоследствии гитарист Гойко Марич уходит по личным причинам, и его заменяет Томаш Сршне, который приезжает в качестве приглашенного гитариста.
В конце года, 30.11.2019, группа подписывает контракт с немецким лейблом El Puerto Records, который выпустит последний очередной альбом "Siberian Heathen Horde", который будет содержать 9 новых песен. ожидаемый альбом был назначен на 27.3.2020.
03.14.2023 к группе присоединяется гитарист Филип Рабенсейфнер, заменив приглашенного гитариста Томаша Сршну. Филип вскоре стал полноправным участником группы.
В течение 2023 года она завершила работу над грядущим новым альбомом «Манифест Дедмана» и во второй половине года приступила к записи нового альбома в студии The Barn. Новый альбом должен выйти в 2024 году.

## Состав

### Действующий
- Алексей Боганов — вокал, гитара (2005—наши дни)
- Илья Табачник — ударные (2015—наши дни)
- Томаш Магнусек — бас-гитара (2018—наши дни)
- Филип Рабенсейфнер — гитара (2023—наши дни)

### Бывшие участники
- Павел Филюхин — клавишные (2005—2009)
- Илья Чурсин — ударные (2006—2013)
- Антон Лоренц — гитара (2007—2008)
- Александр Головин — бас-гитара (2007—2010)
- Максим Северный — гитара (2008—2013)
- Дмитрий Полянский — клавишные (2009—2010)
- Борис Восколович — клавишные (2010—2012)
- Алексей Болдин — бас-гитара (2010—2013)
- Давид Урбан — ударные (2014—2015)
- Дмитрий Жихаревич — бас-гитара (2014—2017)
- Гойко Марич — гитара (2014—2019)
- Андрей Хец — бас-гитара (2017—2018)

## Дискография
| Год выпуска | Название                                                                     | Комментарий |
| ----------- | ---------------------------------------------------------------------------- | ----------- |
| 2002        | Wintermoon Symphony                                                          | Демо        |
| 2004        | Wintermoon Symphony                                                          | Демо        |
| 2007        | Apeiron                                                                      | Сингл       |
| 2008        | Wintermoon Symphony                                                          | Промо       |
| 2008        | Зимняя Лунная Симфония                                                       | Альбом      |
| 2009        | Апейрон                                                                      | Альбом      |
| 2011        | Карна                                                                        | Мини-альбом |
| 2015        | Аз Есмь                                                                      | Альбом      |
| 2016        | Best Of Welicoruss (Symphonic Black Metal From The Coldest Depth Of Siberia) | Сборник     |
| 2020        | Siberian Heathen Horde                                                       | Альбом      |

### Видеоклипы
- 2007 — «Славянская сила» (WCG)
- 2008 — «Метель» (WCG)
- 2009 — «Слава Руси» (WCG)
- 2011 — «Карна» (Imperium Studio)
- 2012 — «Сыны севера» (EYE Cinema)
- 2015 — «Аз Есмь» (EYE Cinema)